# 鬼塚真吾
鬼塚 真吾（おにつか しんご、1月26日 - ）は、日本の男性声優。以前はオフィス野沢（-2012年3月）、メディアフォース（2012年4月-2014年2月）、ディーカラー（2014年3月-2024年7月）に所属していた。兵庫県出身。

## 出演作品
太字はメインキャラクター。

### テレビアニメ
2009年
- 極上!!めちゃモテ委員長（浅見、上級生、通行人、男子、同級生）

2010年
- 極上!!めちゃモテ委員長（大野）
- 極上!!めちゃモテ委員長 セカンドコレクション（西村、男、男子、山下実）
- ハートキャッチプリキュア!（男子生徒〈第3・6話〉）

2012年
- K（道明寺アンディ、男子生徒）

2015年
- K RETURN OF KINGS（道明寺アンディ、隊員）

### 劇場アニメ
2014年
- 劇場版 K MISSING KINGS（道明寺アンディ）

### Webアニメ
2018年
- ギフト±（タカシ / 秋光崇[1]）

### ドラマCD
- 愛俺!〜男子校の姫と女子校の王子〜俺がメイドで執事がキミで編
- 桃組プラス戦記3
- 別れる二人の愛の劇場（田中）

### 吹き替え

#### 映画
- 俺のムスコ

#### 海外ドラマ
- ピオリアのプリンス パート１（チャド、タナー） ＊Netflix

### ラジオ
2015年
- KRGo!!（アニメイトTV：2015年10月23日、ゲスト出演）[2]